# راب پیج
راب پیج (انگلیسی: Rob Page؛ زادهٔ ۳ سپتامبر ۱۹۷۴) بازیکن سابق و مربی فوتبال اهل ولز است.
از باشگاه‌هایی که در آن بازی کرده‌است می‌توان به باشگاه فوتبال واتفورد، باشگاه فوتبال هادرزفیلد تاون، باشگاه فوتبال شفیلد یونایتد، باشگاه فوتبال کاردیف سیتی، باشگاه فوتبال چسترفیلد، و باشگاه فوتبال کاونتری سیتی اشاره کرد.
وی همچنین در تیم‌های ملی فوتبال زیر ۱۸ سال ولز، زیر ۲۱ سال ولز، و ولز بازی کرده‌است.